# Trichaeta boguimil
Trichaeta boguimil är en fjärilsart som beskrevs av William Schaus 1928. Trichaeta boguimil ingår i släktet Trichaeta och familjen björnspinnare. Inga underarter finns listade i Catalogue of Life.